# Inachus leptochirus
Inachus leptochirus är en kräftdjursart som beskrevs av Leach 1817. Inachus leptochirus ingår i släktet Inachus och familjen Inachidae. Arten har ej påträffats i Sverige. Inga underarter finns listade i Catalogue of Life.